# 川西鳞毛蕨
川西鳞毛蕨（学名：Dryopteris rosthornii）为鳞毛蕨科鳞毛蕨属下的一个种。